# Antípatre d'Acant
Antípatre d'Acant （grec antic: Ἀντίπατρος, llatí: Antipater) va ser un gramàtic grec de data incerta, probablement el mateix que esmenta un escoliasta d'Aristòfanes. També l'esmenten Foci i Eustaci d'Epifania.